# ويلان سيبريان (كاهن كاثوليكي)
ويلان سيبريان (بالألمانية: Cyprian)‏ (و. القرن 12 – 1207 م) هو كاهن كاثوليكي من ألمانيا، وبولندا، ولد في لورين، توفي في فروتسواف.
كان عالم لاهوت و أسقف قرطاج الذي قاد مسيحيي شمال إفريقيا خلال فترة  كانوا يعانون من الإضطهاد من قبل روما، و عند إعدامه أصبح أول أسقف شهيد لإفريقيا.

## مناصب
تولى منصب رئيس الدير
- أسقف كاثوليكي

.